# Scie à chantourner

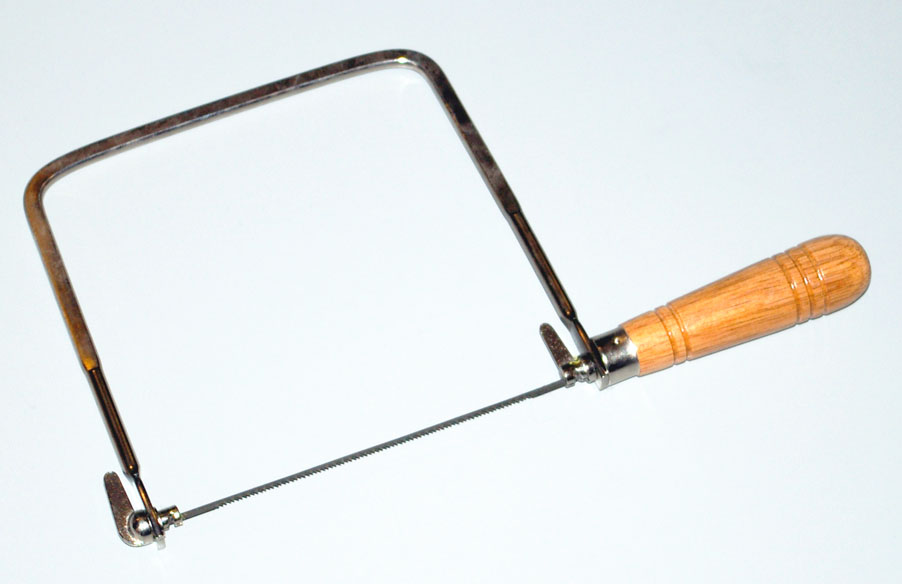
Une scie à chantourner.

Une scie à chantourner ou scie à découper est une scie à poignée pourvue d'une fine lame souple tenue par une monture de métal rigide en forme de U.
La scie à chantourner est principalement utilisée pour découper des fines pièces de bois.
Les dents de la scie doivent être orientées vers le manche.

## Scie à chantourner électrique

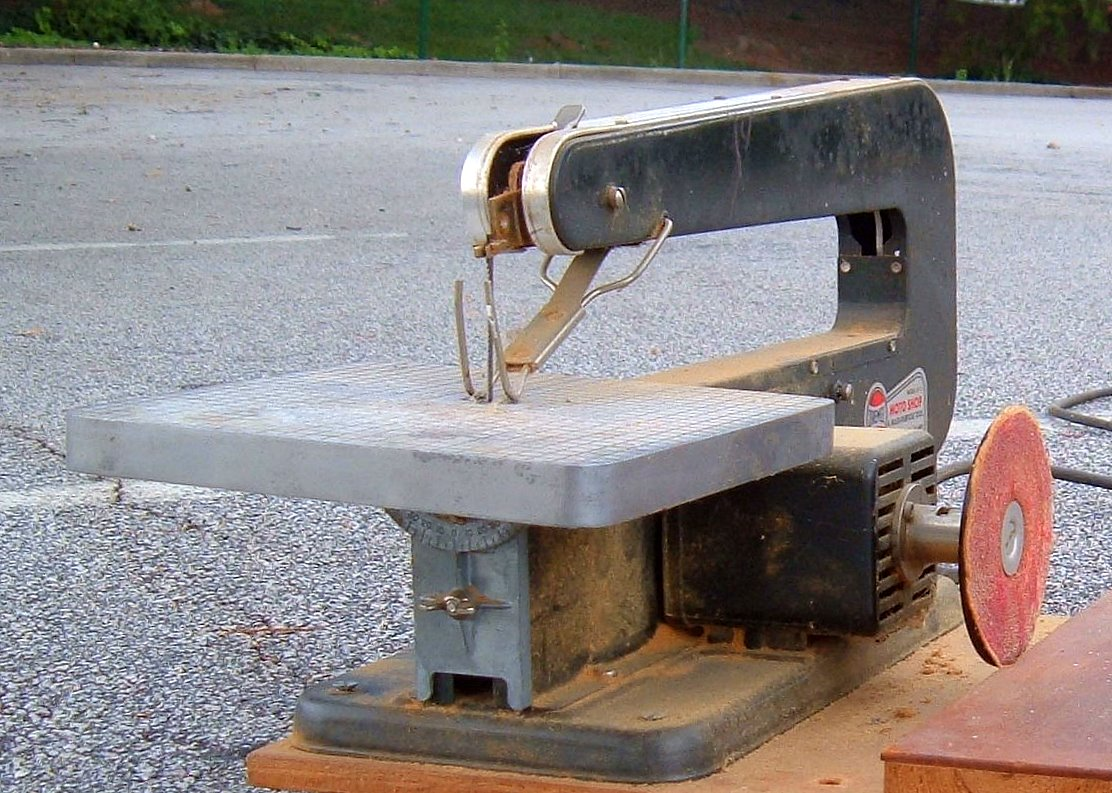
Scie à chantourner électrique Dremel.

Il existe des scies à chantourner électriques. La pièce à découper est déplacée, à la main, sur la table de la machine et la lame, fixée à un bras oscillant, est animée d'un mouvement de va-et-vient vertical rapide par un moteur électrique de faible puissance.
Certaines scies sauteuses, qui peuvent être fixées sur un support et utilisées de la même manière, portent parfois cette appellation.
La scie à chantourner électrique permet de découper des formes courbes ou complexes avec un grand degré de précision. Elle n'est cependant pas un outil idéal pour effectuer des coupes droites.
Vu le mouvement de va-et-vient rapide de la lame, les pièces de bois découpées à la scie à chantourner peuvent parfois se mettre à vibrer fortement au rythme de la lame. Ce phénomène n'est généralement pas dangereux, mais peut nuire à la qualité de la coupe. Pour pallier ce problème, les scies à chantourner sont habituellement équipées d'un dispositif qui permet de pousser la pièce à découper contre la table de l'outil.